# 중화인민공화국의 세계유산

중화인민공화국의 세계유산은 세계유산 위원회를 거쳐 유네스코 세계유산에 등록된 중화인민공화국(중국)의 세계유산을 일컫는다. 중국은 1985년 12월 12일 유네스코 조약에 비준한 이래, 57건의 세계유산(문화 · 자연 · 복합)을 보유하고 있으며 아시아 국가 중 가장 많은 수의 세계유산이 등재되어 있다.

## 목록

### 문화유산
| No. | 사진                  | 등록명                                       | 소재지                                                                                            | 등록년도             | 등록기준                    | 유네스코 지정번호 | 비고 |
| 1   |                       | 만리장성                                     | 중국 북부 일대                                                                                    | 1987년               | (ⅰ), (ⅱ), (ⅲ) (ⅳ), (ⅵ)      | 438               | |
| 2   | 자금성 紫禁城         | 베이징과 선양의 명과 청 시대의 황궁          | 베이징시 둥청구 랴오닝성 선양시                                                                   | 1987년 2004년        | (ⅰ), (ⅱ) (ⅲ), (ⅳ)           | 439               | - 선양고궁 |
| 3   |                       | 둔황 모가오 굴                               | 간쑤성 둔황시                                                                                     | 1987년               | (ⅰ), (ⅱ), (ⅲ) (ⅳ), (ⅴ), (ⅵ) | 440               | |
| 4   |                       | 진시황릉                                     | 섬서성 시안시                                                                                     | 1987년               | (ⅰ), (ⅲ) (ⅳ), (ⅵ)           | 441               | |
| 5   |                       | 저우커우뎬 베이징 원인 유적                  | 베이징시 팡산구                                                                                   | 1987년               | (ⅲ), (ⅵ)                    | 449               | |
| 6   |                       | 청더의 피서산장과 주변 사원                  | 허베이성 청더시                                                                                   | 1994년               | (ⅱ), (ⅳ)                    | 703               | - 외팔묘 |
| 7   |                       | 취푸의 공자 유적                             | 산둥성 취푸시                                                                                     | 1994년               | (ⅰ), (ⅳ), (ⅵ)               | 704               | |
| 8   |                       | 우당산의 고대 건축물군                       | 후베이성 단장커우시                                                                               | 1994년               | (ⅰ), (ⅱ), (ⅵ)               | 705               | |
| 9   |                       | 라싸의 포탈라 궁의 역사 유적군               | 티베트자치구 라싸                                                                                 | 1994년 2000년 2001년 | (ⅰ), (ⅳ), (ⅵ)               | 707               | |
| 10  |                       | 루산 국립공원                                | 장시성 주장시                                                                                     | 1996년               | (ⅱ), (ⅲ) (ⅳ), (ⅵ)           | 778               | |
| 11  |                       | 리장 옛 시가지                               | 윈난성 리장시                                                                                     | 1997년               | (ⅱ), (ⅳ), (ⅴ)               | 811               | |
| 12  |                       | 핑야오 고대 도시                             | 산서성 핑야오현                                                                                   | 1997년               | (ⅱ), (ⅲ), (ⅳ)               | 812               | |
| 13  |                       | 쑤저우 전통 정원                             | 장쑤성 쑤저우시                                                                                   | 1997년 2000년        | (ⅰ), (ⅱ), (ⅲ) (ⅳ), (ⅴ)      | 813               | |
| 14  | 이화원 颐和园         | 베이징의 황실 정원, 이허위안                 | 베이징시 하이뎬구                                                                                 | 1998년               | (ⅰ), (ⅱ), (ⅲ)               | 880               | |
| 15  |                       | 천단 : 베이징에 있는 황제의 제례 제단        | 베이징시 둥청구                                                                                   | 1998년               | (ⅰ), (ⅱ), (ⅲ)               | 881               | |
| 16  |                       | 다쭈 암각화                                  | 충칭시 다쭈구                                                                                     | 1999년               | (ⅰ), (ⅱ), (ⅲ)               | 912               | |
| 17  |                       | 칭청산과 두장옌 수리 시설                    | 쓰촨성 두장옌시                                                                                   | 2000년               | (ⅱ), (ⅳ), (ⅵ)               | 1001              | |
| 18  | 홍춘 宏村             | 남부 안후이성 고대 마을 : 시디춘과 홍춘      | 안후이성 이현                                                                                     | 2000년               | (ⅲ), (ⅳ), (ⅴ)               | 1002              | |
| 19  |                       | 룽먼 석굴                                    | 허난성 뤄양시                                                                                     | 2000년               | (ⅰ), (ⅱ), (ⅲ)               | 1003              | |
| 20  | 명십삼릉 중 장릉 長陵 | 명과 청 시대의 황릉                          | 허베이성 베이징시 창핑구 장쑤성 난징시 랴오닝성                                                   | 2000년 2003년 2004년 | (ⅲ), (ⅳ), (ⅴ)               | 1004              | - 명현릉 - 청동릉 - 청서릉 - 명효릉 - 명십삼릉 - 성경삼릉                                                           |
| 21  |                       | 윈강 석굴                                    | 산서성 다퉁시                                                                                     | 2001년               | (ⅰ), (ⅱ) (ⅲ), (ⅳ)           | 1039              | |
| 22  | 장군총                | 고대 고구려 왕국 수도와 묘지                 | 지린성 지안시 랴오닝성 환런현                                                                     | 2004년               | (ⅰ), (ⅱ), (ⅲ) (ⅳ), (ⅴ)      | 1135              | 왕성 (오녀산성 · 위나암성 · 국내성) 고분 관련 (장군총 · 태왕릉 · 광개토왕릉비 · 천추총 · 각저총 · 무용총 포함 37기) |
| 23  |                       | 마카오 역사 지구                             | 마카오                                                                                            | 2005년               | (ⅱ), (ⅲ) (ⅳ), (ⅵ)           | 1110              | |
| 24  |                       | 은허                                         | 허난성 안양시                                                                                     | 2006년               | (ⅱ), (ⅲ) (ⅳ), (ⅵ)           | 1114              | |
| 25  |                       | 카이핑 댜오러우 건축물과 마을                | 광둥성 카이핑시                                                                                   | 2007년               | (ⅱ), (ⅲ), (ⅳ)               | 1112              | |
| 26  |                       | 푸젠 토루                                    | 푸젠성                                                                                            | 2008년               | (ⅲ), (ⅳ), (ⅴ)               | 1113              | |
| 27  |                       | 우타이산                                     | 산서성 우타이현                                                                                   | 2009년               | (ⅱ), (ⅲ) (ⅳ), (ⅵ)           | 1279              | |
| 28  |                       | 천지지중(天地之中)의 덩핑 역사 기념물        | 허난성 정저우시                                                                                   | 2010년               | (ⅲ), (ⅵ)                    | 1305              | 소림사 등 포함 |
| 29  | 서호 西湖             | 항저우의 시후호 문화 경관                    | 저장성 항저우시                                                                                   | 2011년               | (ⅱ), (ⅲ), (ⅵ)               | 1334              | |
| 30  |                       | 상도(上都) 유적                              | 내몽골 자치구 정란 기                                                                             | 2012년               | (ⅱ), (ⅲ) (ⅳ), (ⅵ)           | 1389              | |
| 31  |                       | 훙허 하니족의 다랑논 문화경관                | 윈난성 훙허 하니족 이족 자치주                                                                    | 2013년               | (ⅲ), (ⅴ)                    | 1111              | |
| 32  | 대안탑 大雁塔         | 실크로드 : 창안-톈산 회랑 도로망             | 중국 허난성 · 섬서성 · 간쑤성 신장 위구르 자치구 카자흐스탄 알마티주 · 잠빌주 키르기스스탄 추이주 | 2014년               | (ⅱ), (ⅲ) (ⅴ), (ⅵ)           | 1442              | 카자흐스탄 · 키르기스스탄과 공동 등재                                                                               |
| 33  |                       | 대운하                                       | 베이징시 · 톈진시 허베이성 · 허난성 산둥성 · 안후이성 장쑤성 · 저장성                             | 2014년               | (ⅰ), (ⅲ) (ⅳ), (ⅵ)           | 1443              | |
| 34  |                       | 투스 유적                                    | 후난성 후베이성 구이저우성                                                                        | 2015년               | (ⅱ), (ⅲ)                    | 1474              | |
| 35  |                       | 쭤장 화산 암벽화 문화 경관                   | 광시성 충쭤시                                                                                     | 2016년               | (ⅲ), (ⅵ)                    | 1508              | |
| 36  |                       | 구랑위, 유서 깊은 공공조계                   | 푸젠성 샤먼시                                                                                     | 2017년               | (ⅱ), (ⅳ)                    | 1541              | |
| 37  |                       | 량주 고고학 유적                             | 저장성 항저우시                                                                                   | 2019년               | (ⅲ), (ⅳ)                    | 1592              | |
| 38  |                       | 취안저우 : 송 · 원 시대 중국 해상무역의 중심 | 푸젠성 취안저우시                                                                                 | 2021년               | (ⅳ)                         | 1561              | |

### 자연유산
| No. | 사진          | 등록명                                   | 소재지                                        | 등록년도      | 등록기준          | 유네스코 지정번호 | 비고 |
| 1   |               | 주자이거우 계곡 경관 및 역사 지구        | 쓰촨성 아바 티베트족 창족 자치주              | 1992년        | (ⅶ)               | 637               |      |
| 2   |               | 황롱 자연경관 및 역사 지구               | 쓰촨성 아바 티베트족 창족 자치주              | 1992년        | (ⅶ)               | 638               |      |
| 3   | 무릉원 武陵源 | 우링위안 자연경관 및 역사 공원           | 후난성 장자제시                               | 1992년        | (ⅶ)               | 640               |      |
| 4   |               | 윈난성 싼장빙류 보호구                   | 윈난성                                        | 2003년        | (ⅶ), (ⅷ) (ⅸ), (ⅹ) | 1083              |      |
| 5   |               | 쓰촨 자이언트판다 보호구역               | 쓰촨성                                        | 2006년        | (ⅹ)               | 1213              |      |
| 6   |               | 중국 남방 카르스트                       | 윈난성 구이저우성 충칭시 광시성               | 2007년 2014년 | (ⅶ), (ⅷ)          | 1248              |      |
| 7   |               | 산칭산 국립공원                          | 장시성 상라오시                               | 2008년        | (ⅶ)               | 1292              |      |
| 8   |               | 중국 단샤                                | 후난성 광시성 푸젠성 장시성 저장성 구이저우성 | 2010년        | (ⅶ), (ⅷ) (ⅸ), (ⅹ) | 1335              |      |
| 9   |               | 청장 화석 유적                           | 윈난성 청장현                                 | 2012년        | (ⅷ)               | 1388              |      |
| 10  |               | 신장 톈산                                | 신장 위구르 자치구                            | 2013년        | (ⅶ), (ⅸ)          | 1414              |      |
| 11  |               | 후베이 선눙자                            | 후베이성                                      | 2016년        | (ⅸ), (ⅹ)          | 1509              |      |
| 12  |               | 칭하이 호실                              | 칭하이성                                      | 2017년        | (ⅶ), (ⅹ)          | 1540              |      |
| 13  |               | 판징산                                   | 구이저우성 퉁런시                             | 2018년        | (ⅹ)               | 1559              |      |
| 14  |               | 황해-보하이만 연안의 철새 보호구 (1단계) | 장쑤성 항저우시                               | 2019년        | (ⅹ)               | 1606              |      |

### 복합유산
| No. | 사진 | 등록명               | 소재지            | 등록년도 | 등록기준                         | 유네스코 지정번호 | 비고 |
| 1   |      | 태산                 | 산둥성 타이안시   | 1987년   | (ⅰ), (ⅱ), (ⅲ), (ⅳ) (ⅴ), (ⅵ), (ⅶ) | 437               |      |
| 2   |      | 황산                 | 안후이성 황산시   | 1990년   | (ⅱ), (ⅶ), (ⅹ)                    | 547               |      |
| 3   |      | 어메이산과 러산 대불 | 쓰촨성 어메이산시 | 1996년   | (ⅳ), (ⅵ), (ⅹ)                    | 779               |      |
| 4   |      | 우이산               | 푸젠성 장시성     | 1999년   | (ⅲ), (ⅵ) (ⅶ), (ⅹ)                | 911               |      |

## 지역별 분포
중국에는 현재 헤이룽장성, 하이난성, 상하이시, 홍콩(실효 지배 지역이 아닌 타이완성 제외)을 제외한 성급행정구에 최소 1곳 이상의 세계유산이 위치하고 있다.
 문화유산 (1.자금성 | 2.만리장성 | 3.명십삼릉 | 4.이화원 | 5.천단 | 6.저우커우뎬 | 7.청동릉 | 7-1.청서릉 | 8.대운하 | 10.시디춘과 홍춘)
 자연유산 (9.주자이거우 풍경구)
 복합유산

## 같이 보기
- 분류:중화인민공화국의 문화재 보호제도
- 세계유산 위원회